# 愛染蔵
株式会社愛染蔵（あぜくら、AZECRA）は、大阪府大阪市にかつて存在した和服の専門販売店である。なお、登記上の本店は大阪府岸和田市に所在した。

## 概要

### CMで知名度上昇
1945年創業、1958年会社設立。大阪市中央区難波の本部と和歌山市に自社店舗ビルを構え、展示会販売を行った他、京都市嵯峨野の竹林を舞台にしたテレビCMと、それをイメージしたCMソング「嵯峨野さやさや」（歌：タンポポ）で、企業の知名度の上昇を図る。末期はCIを導入しブランド名を「愛ZECRA」（あぜくら）とした。

### 強引な展覧販売
展覧販売（展示会商法）によるトラブルが絶えず、顧客が同社を訴える等の事件も起きたほか、同業他社との競争激化、自社事業部の関連会社化による効率経営の不振など、経営的な問題が絶えなかった。

### 倒産とそれ以降
創業60年を一区切りとし、2006年から「新創業」と位置づけて再スタートを切ったものの、経営に行き詰まり、同年3月16日、大阪地方裁判所に自己破産を申し立て、同月21日午後5時をもって破産手続開始決定がなされたため、当時の商法（現在の会社法に相当）の規定に基づき清算手続に入った。愛染蔵単体の負債額は111億円、グループ会社8社の連結負債額は148億円。
2006年3月20日、社長の植田健仁が京都府舞鶴市のホテル駐車場で頭から血を流して倒れているのが発見され、その後程なく死亡が確認された。遺書等が残されていたことや倒れていた状況から、宿泊していたホテルの8階非常口から飛び降り自殺を図ったものとされている。

## 倒産までの経営推移
|            | 売上高 | 営業利益 | 経常利益 | 当期利益 |
| ---------- | ------ | -------- | -------- | -------- |
| 「第30期」 | 18,841 | 390      | 497      | 302      |
| 「第31期」 | 17,186 | 159      | 223      | 103      |
| 「第32期」 | 17,535 | 380      | 431      | 223      |
| 「第33期」 | 9,620  | -5,359   | -5,299   | -5,299   |

- 注記

1. 単位：百万円
2. 第30期（2002年6月1日～2003年5月31日）
第31期（2003年6月1日～2004年5月31日）
第32期（2004年6月1日～2005年5月31日）
第33期（2005年6月1日～2006年3月21日）
3. 破産管財人作成資料より転載。

## 関連企業
※以下の8社は、いずれも愛染蔵の破産手続開始決定と同時に破産した。
- ネクスト愛株式会社
- 夢工房愛株式会社
- シーエスアイネットサービス株式会社
- ネクスト・ステージ株式会社
- 株式会社愛染蔵ことぶき屋
- 愛らんど株式会社
- ツーリスト愛株式会社
- 有限会社クリエイト・キューブ